# Чога-Занбіль
Дур-Унташ (перс. چغازنبیل Chaqā Zanbil, Choghā Zanbil — Чога-Зенбіль, Чога-Занбіль, Чога-Зембіль) — стародавнє місто та храмовий комплекс, що зберігся від держави Елам, розташований в провінції Хузестан сучасного Ірану.
Знаменитий завдяки своєму зикурату, одному з небагатьох за межами Межиріччя. Знаходиться за 25 км на захід від міста Дезфул, 45 км на південь від міста Сузи (Суса, Шуш), 120 км на північ від Ахваза. Сходознавці вважають цей зикурат найпершою релігійною спорудою на території Ірану.

## Історія
Мовою лурі чога означає «пагорб», а разом чога занбіль означає «пагорб-кошик».
Цар Еламу Унташ-Напіріша побудував цей комплекс близько 1250 до н. е. на честь великого бога Ішушінака. Спочатку місто мало назву Дур-Унташ (місто Унташ). Цілком ймовірно, що мало хто крім слуг і священиків його населяв. Навколо міста існували три захисні концентричних стіни. Великий зикурат у внутрішньому місті був присвячений головному божеству. Він був побудований над попереднім квадратним храмом, що його також побудував Унташ-Напіріша. У центрі розташовані 11 храмів малих божеств. Припускають, що цар планував побудувати 22 храми, але будівництво зупинилось після його смерті. У зовнішніх частинах міста розташовані королівські палаци й поховальний палац, що містить п'ять підземних королівських усипальниць.
Місто продовжувало існувати аж до ассирійського завоювання, його зруйнував цар Ашшурбаніпал у 640 до н. е..
Учені припускають, що цар Унташ-Напіріша хотів створити тут головний релігійний центр замість Суз, який би об'єднав богів верхнього і нижнього Еламу.

## Історія відкриття і розкопок

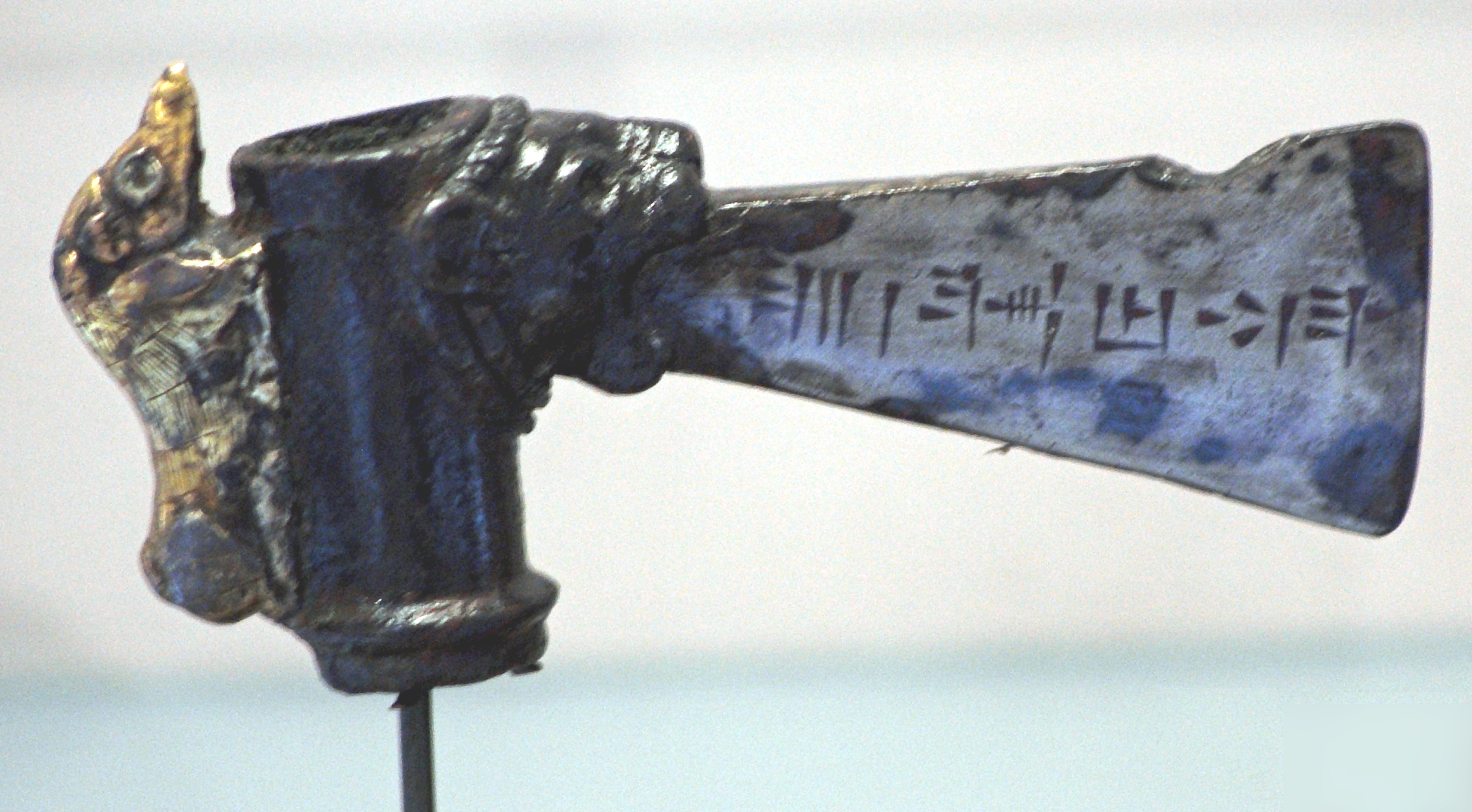
Сокира, на якій написане ім'я «Унташ-Напіріша»

Археологічні розкопки, які проводив французький археолог українського походження Роман Гіршман від 1951 до 1962 року дали багато знахідок

. У 1979 Чога-Занбіль став першим об'єктом Всесвітньої Спадщини ЮНЕСКО в Ірані.